# ویتالیا دیاتچنکو
 ویتالیا دیاتچنکو ([Виталия Анатольевна Дьяченко] Error: {{Lang}}: متن دارای نشانه‌گذاری ایتالیک است (راهنما)؛ زادهٔ ۲ اوت ۱۹۹۰) یک تنیس‌باز اهل روسیه است.